# Yes!!!
Yes!!!(손호영 1집)는 손호영의 1집 앨범으로서 박선주가 프로듀서이며 손호영이 Creative 프로듀서로 활약했다.
앨범 타이틀 곡은 운다이며, 후속곡으로는 사랑은 이별을 데리고 오다와 작은가방이 있다. 옥주현, 후니훈, 김태우 등이 음반에 참여하였으며 2007년 태국에서도 정식발매되었다.
| 트랙 | 곡명                                    |
| ---- | --------------------------------------- |
| 1.   | Kiss                                    |
| 2.   | Yes!!!                                  |
| 3.   | Call Me 5500                            |
| 4.   | 4U                                      |
| 5.   | 사랑은 이별을 데리고 오다 - 작사 손호영 |
| 6.   | 운다                                    |
| 7.   | *23#                                    |
| 8.   | 집 앞이야 나와                          |
| 9.   | 기분 좋은 상상                          |
| 10.  | 친구란 이름으로                         |
| 11.  | 벌써 123일째                            |
| 12.  | 작은가방                                |
| 13.  | 소중한 너                               |
| 14.  | 해피바이러스 - 작곡작사 손호영          |
| 15.  | 선물                                    |
| 16   | 고백 - 작사 손호영                      |